# Чемпіонат України з баскетболу 1992: вища ліга
Сезон 1992 року був перехідним і винятковим — він тривав усього 4 місяці.

## Учасники
У турнірі вищої ліги чемпіонату України брало участь 8 клубів:
- 4 українські команди Вищої ліги чемпіонату ВЧСРСР 1992 року:
  - Будівельник (Київ)
  - МКІ (Миколаїв)
  - Спартак (Луганськ)
  - СКА (Київ)
- 1 українська команда Першої ліги чемпіонату ВЧСРСР 1992 року[1]:
  - Шахтар (Донецьк)
- 3 найкращі українські команди Другої ліги ВЧСРСР (українська зона)[2]
  - Будівельник (Харків)
  - Динамо (Дніпропетровськ)
  - Вулкан (Дніпропетровськ)

## Регіональний розподіл
| Регіон                   | Кіл-ть команд | Команди          |
| ------------------------ | ------------- | ---------------- |
| Київ                     | 2             | Будівельник, СКА |
| Дніпропетровська область | 2             | Динамо, Вулкан   |
| Донецька область         | 1             | Шахтар           |
| Луганська область        | 1             | Спартак          |
| Миколаївська область     | 1             | МКІ              |
| Харківська область       | 1             | Будівельник      |

### Підсумкова таблиця
| № | Команда                  | І  | В  | П  | Зак-Пр    | Р    | О  |
| - | ------------------------ | -- | -- | -- | --------- | ---- | -- |
| 1 | Будівельник (Київ)       | 28 | 26 | 2  | 2798-2187 | +611 | 54 |
| 2 | МКІ (Миколаїв)           | 28 | 21 | 7  | 2487-2248 | +239 | 49 |
| 3 | Спартак (Луганськ)       | 28 | 21 | 7  | 2397-2183 | +214 | 49 |
| 4 | СКА (Київ)               | 28 | 12 | 16 | 2476-2439 | +37  | 40 |
| 5 | Будівельник (Харків)     | 28 | 8  | 20 | 2330-2655 | -325 | 38 |
| 6 | Динамо (Дніпропетровськ) | 28 | 7  | 21 | 1879-2219 | -340 | 35 |
| 7 | Вулкан (Дніпропетровськ) | 28 | 6  | 22 | 2433-2852 | -419 | 34 |
| 8 | Шахтар (Донецьк)*        | 28 | 11 | 17 | 1801-1818 | -17  | 31 |

- «Шахтарю» (Донецьк) за «негідну поведінку головного тренера Валерія Алпатова і неявки на матчі» було присуджено останнє місце.

Склад Будівельника: Володимир Васильєв, Ігор Пінчук, Олександр Окунський, Сергій Орєхов, Валерій Корольов, Денис Журавльов, Генадій Перегуд, Володимир Ткаченко, Володимир Левицький, Олександр Лохманчук, Сергій Половко, Ігор Харченко, Євген Мурзін. Тренери — Заурбек Хромаєв, Віктор Гуревич.

### Результати
Матчі МКІ (Миколаїв):
1.) Будівельник (Київ)  73:89, 81:102, 75:108, 82:86
2.) Спартак (Луганськ)  93:76, 108:101, 94:86, 63:69
3.) СКА (Київ)  87:98, 106:102, 77:84, 94:88
4.) Будівельник (Харків)  123:90, 98:84, 85:83, 114:85
5.) Динамо (Дніпропетровськ)  95:58, 95:74, 93:80, 89:84
6.) Вулкан (Дніпропетровськ)  115:87, 134:92, 98:80, 109:87
7.) Шахтар (Донецьк)  107:87, 90:87, +:-, +:-

## Участь в єврокубках

### Кубок Корача[4]
| Попередній етап I | Попередній етап I  | Попередній етап I | Попередній етап I  | Попередній етап I |
| ----------------- | ------------------ | ----------------- | ------------------ | ----------------- |
| 02.10.91          | Будівельник (Київ) | 113:67            | Динамо (Орадя)     |                   |
| 09.10.91          | Динамо (Орадя)     | 81:79             | Будівельник (Київ) |                   |

| Попередній етап II | Попередній етап II | Попередній етап II | Попередній етап II | Попередній етап II |
| ------------------ | ------------------ | ------------------ | ------------------ | ------------------ |
| 30.10.91           | Будівельник (Київ) | 76:92              | Шоле               |                    |
| 06.11.91           | Шоле               | 78:65              | Будівельник (Київ) |                    |